# Oleksandr Nedověsov
Oleksandr Nedověsov (ukrajinsky: Олександр Сергійович Недовєсов, Oleksandr Serhijovyč Nedověsov, * 15. února 1987 Alušta) je kazachstánský profesionální tenista, který do ledna 2014 reprezentoval rodnou Ukrajinu. Ve své dosavadní kariéře na okruhu ATP Tour vyhrál tři deblové turnaje. Na challengerech ATP a okruhu ITF získal devět titulů ve dvouhře a třicet osm ve čtyřhře.
Na žebříčku ATP byl ve dvouhře nejvýše klasifikován v dubnu 2014 na 72. místě a ve čtyřhře pak v dubnu 2024 na 39. místě. Trénuje ho Lovro Zovko. Dříve tuto roli plnil Numrid Muhatasov.
V ukrajinském daviscupovém týmu debutoval v roce 2005 čtvrtfinálem 2. skupiny zóny Evropy a Afriky proti Maďarsku, v němž za rozhodnutého stavu prohrál dvouhru se Sebem Kissem. Ukrajinci postoupili po výhře 3:2 na zápasy. Od roku 2014 reprezentuje Kazachstán. Do září 2024 v soutěži nastoupil k dvaceti dvěma mezistátním utkáním s bilancí 2–6 ve dvouhře a 11–10 ve čtyřhře.

## Tenisová kariéra
Na Asijských hrách 2014 v jihokorejském Inčchonu získal spolu s Andrejem Golubjevem a Michailem Kukuškinem zlatou medaili v soutěži týmů, jakožto člen vítězného kazašského družstva.

### Challengery ATP
Premiérovou singlovou trofej na challengerech ATP vybojoval na štvanickém Prague Open 2013, když ve finále deklasoval Španěla Javiera Martího. Po měsíci přidal druhý triumf. Na zářijovém Pekao Szczecin Open 2013 ve Štětíně přehrál v boji o titul dalšího španělského hráče Pera Ribu a třetí vítězství si odvezl z Kazan Kremlin Cupu 2013 po výhře nad Andrejem Golubjevem.
Dostatečným bodovým ziskem se kvalifikoval na závěrečnou událost roku – ATP Challenger Tour Finals 2013, konanou v São Paulu. Po postupu ze základní skupiny dohrál v semifinále po porážce od Kolumbijce Alejandra Gonzáleze.

### Okruh ATP Tour
V rámci okruhu ATP World Tour odehrál první turnaj na říjnovém Kremlin Cupu 2013 v Moskvě, kde postoupil do hlavní soutěže zvládnutou tříkolovou kvalifikací. V úvodní fázi dvouhry však podlehl kazašskému kvalifikantu Andreji Golubjevovi.
Na nejvyšší grandslamové úrovni v hlavní soutěži debutoval na Australian Open 2014, kde na úvod podlehl hráči elitní světové desítky Tomáši Berdychovi po třísetovém průběhu. První vítězný zápas dosáhl na French Open 2014, na němž vyřadil Inda Somdeva Devvarmana, aby jej následně opět zastavil Berdych ve čtyřech setech.

## Soukromý život
Narodil se roku 1987 v Aluště, ležící v tehdejší Ukrajinské sovětské socialistické republice Sovětského svazu, do rodiny Sergeje a Natalije Nedověsových. Má dvě sestry. Tenis začal hrát v osmi letech.
V letech 2007–2011 studoval na Oklahoma State University. V roce 2009 se stal nejlepším ukrajinským tenistou.

## Finále na okruhu ATP Tour

### Čtyřhra: 9 (3–6)
| Legenda                   |
| ------------------------- |
| Grand Slam (0)            |
| Turnaj mistrů (0)         |
| ATP Tour Masters 1000 (0) |
| ATP Tour 500 (0)          |
| ATP Tour 250 (3–6)        |

| Stav      | č. | datum          | turnaj                          | povrch    | spoluhráč        | soupeři ve finále                 | výsledek              |
| --------- | -- | -------------- | ------------------------------- | --------- | ---------------- | --------------------------------- | --------------------- |
| Finalista | 1. | 9. ledna 2022  | Melbourne, Austrálie            | tvrdý     | Ajsám Kúreší     | Wesley Koolhof Neal Skupski       | 4–6, 4–6              |
| Finalista | 2. | únor 2022      | Delray Beach, Spojené státy     | tvrdý     | Ajsám Kúreší     | Marcelo Arévalo Jean-Julien Rojer | 2–6, 7–6(7–5), [4–10] |
| Finalista | 3. | duben 2023     | Banja Luka, Bosna a Hercegovina | antuka    | Francisco Cabral | Jamie Murray Michael Venus        | 5–7, 2–6              |
| Finalista | 4. | červen 2023    | Rosmalen, Nizozemsko            | tráva     | Gonzalo Escobar  | Wesley Koolhof Neal Skupski       | 6–7(1–7), 2–6         |
| Vítěz     | 1. | červenec 2023  | Båstad, Švédsko                 | antuka    | Gonzalo Escobar  | Francisco Cabral Rafael Matos     | 6–2, 6–2              |
| Finalista | 5. | srpen 2023     | Kitzbühel, Rakousko             | antuka    | Gonzalo Escobar  | Alexander Erler Lucas Miedler     | 4–6, 4–6              |
| Finalista | 6. | listopad 2023  | Sofie, Bulharsko                | tvrdý (h) | Gonzalo Escobar  | Julian Cash Nikola Mektić         | 6–3, 3–6, [13–11]     |
| Vítěz     | 2. | 19. února 2024 | Los Cabos, Mexiko               | tvrdý     | Gonzalo Escobar  | Max Purcell Jordan Thompson       | 5–7, 6–7(2–7)         |
| Vítěz     | 3. | duben 2024     | Estoril, Portugalsko            | antuka    | Gonzalo Escobar  | Sadio Doumbia Fabien Reboul       | 7–5, 6–2              |

## Tituly na challengerech ATP
| Legenda                 |
| ----------------------- |
| Challengery (3 D; 25 Č) |

### Dvouhra (3 tituly)
| Č. | datum           | turnaj         | povrch    | poražený finalista | výsledek |
| -- | --------------- | -------------- | --------- | ------------------ | -------- |
| 1. | 16. června 2013 | Praha, Česko   | antuka    | Javier Martí       | 6–0, 6–1 |
| 2. | 22. září 2013   | Štětín, Polsko | antuka    | Pere Riba          | 6–2, 7–5 |
| 3. | 27. října 2013  | Kazaň, Rusko   | tvrdý (h) | Andrej Golubjev    | 6–4, 6–1 |

### Čtyřhra (25 titulů)
| Č.  | datum           | turnaj                     | povrch    | spoluhráč               | poražení finalisté                            | výsledek              |
| --- | --------------- | -------------------------- | --------- | ----------------------- | --------------------------------------------- | --------------------- |
| 1.  | 10. září 2006   | Doněck, Ukrajina           | tvrdý     | Alexandr Jarmola        | Alexandr Aksjonov Vladyslav Klymenko          | 6–4, 6–2              |
| 2.  | 12. srpna 2012  | Samarkand, Uzbekistán      | antuka    | Ivan Sergejev           | Divij Šaran Višnu Vardhan                     | 6–4, 7–6(7–1)         |
| 3.  | 18. května 2013 | Samarkand, Uzbekistán      | antuka    | Farruch Dustov          | Radu Albot Jordan Kerr                        | 6–1, 7–6(9–7)         |
| 4.  | 8. září 2013    | Brašov, Rumunsko           | antuka    | Jaroslav Pospíšil       | Teodor-Dacian Crăciun Petru-Alexandru Luncanu | 6–3, 6–1              |
| 5.  | 18. října 2014  | Indore, Indie              | tvrdý     | Adrián Menéndez         | Juki Bhambri Divij Šaran                      | 2–6, 6–4, [10–4]      |
| 6.  | 11. ledna 2015  | Happy Valley, Austrálie    | tvrdý     | Andrej Kuzněcov         | Alex Bolt Andrew Whittington                  | 7–5, 6–4              |
| 7.  | 15. března 2015 | Kanton, Čína               | tvrdý     | Daniel Muñoz de la Nava | Fabrice Martin Purav Radža                    | 6–2, 7–5              |
| 8.  | září 2015       | Istanbul, Turecko          | tvrdý     | Andrej Kuzněcov         | Aleksandre Metreveli Anton Zajcev             | 6–2, 5–7, [10–8]      |
| 9.  | listopad 2016   | Astana, Kazachstán         | tvrdý     | Timur Chabibulin        | Michail Jelgin Denis Istomin                  | 7–6(9–7), 6–2         |
| 10. | říjen 2017      | Almaty, Kazachstán         | antuka    | Timur Chabibulin        | Ivan Gachov Nino Serdarušić                   | 1–6, 6–3, [10–3]      |
| 11. | červenec 2019   | Nur-Sultan, Kazachstán     | tvrdý     | Andrej Golubjev         | Čchong Jun-song Nam Či-song                   | 6–4, 6–4              |
| 12. | září 2019       | Istanbul, Turecko          | tvrdý     | Andrej Golubjev         | Marek Gengel Lukáš Rosol                      | bez boje              |
| 13. | leden 2020      | Bangkok, Thajsko           | tvrdý     | Andrej Golubjev         | Sančaj Ratiwatana Christopher Rungkat         | 3–6, 7–6(7–1), [10–5] |
| 14. | únor 2020       | Quimper, Francie           | tvrdý     | Andrej Golubjev         | Ivan Sabanov Matej Sabanov                    | 6–4, 6–2              |
| 15. | listopad 2020   | Orlando, Spojené státy     | tvrdý     | Andrej Golubjev         | Mitchell Krueger Jackson Withrow              | 7–5, 6–4              |
| 16. | leden 2021      | Antalya, Turecko           | antuka    | Denys Molčanov          | Luis David Martínez David Vega Hernández      | 3–6, 6–4, [18–16]     |
| 17. | únor 2021       | Antalya, Turecko           | antuka    | Denys Molčanov          | Alex Lawson Robert Galloway                   | 6-4, 7–6(7–2)         |
| 18. | únor 2021       | Nur-Sultan, Kazachstán     | tvrdý     | Denys Molčanov          | Max Schnur Nathan Pasha                       | 6–4, 6–4              |
| 19. | duben 2021      | Split, Chorvatsko          | antuka    | Andrej Golubjev         | Szymon Walków Jan Zieliński                   | 7–5, 6–7(5–7), [10–5] |
| 20. | červen 2021     | Bratislava, Slovensko      | antuka    | Denys Molčanov          | Sander Arends Luis David Martínez             | 7–6(7–5), 6–1         |
| 21. | červen 2021     | Prostějov, Česko           | antuka    | Gonçalo Oliveira        | Roman Jebavý Zdeněk Kolář                     | 1–6, 7–6(7–5), [10–6] |
| 22. | září 2021       | Kyjev, Ukrajina            | antuka    | Orlando Luz             | Denys Molčanov Serhij Stachovskyj             | 6–4, 6–4              |
| 23. | listopad 2022   | Bratislava, Slovensko      | tvrdý (h) | Denys Molčanov          | Petr Nouza Andrew Paulson                     | 4–6, 6–4, [10–6]      |
| 24. | červen 2023     | Ilkley, Spojené království | tráva     | Gonzalo Escobar         | Robert Galloway John-Patrick Smith            | 2–6, 7–5, [11–9]      |
| 25. | březen 2024     | Girona, Španělsko          | antuka    | Gonzalo Escobar         | Jonathan Eysseric Albano Olivetti             | 7–6(7–1), 6–4         |